# Селецкая (приток Вики)
Селецкая (истор. нем. Gawaite) — река в России, протекает по территории Озёрского района Калининградской области. Устье реки находится в 2 км от устья реки Вики по правому берегу. Длина реки — 23 км, площадь водосборного бассейна — 127 км². Высота устья — 52 м над уровнем моря.

## Данные водного реестра
По данным государственного водного реестра России относится к Балтийскому бассейновому округу, водохозяйственный участок реки — Преголя. Относится к речному бассейну реки Неман и рекам бассейна Балтийского моря (российская часть в Калининградской области).
Код объекта в государственном водном реестре — 01010000212104300010091.